# Giustificazione (tipografia)
In tipografia, la parola giustificazione indica l'impaginazione di una colonna di testo in modo che tutte le righe siano allineate verticalmente fra loro sia lungo il margine sinistro, sia lungo quello destro. Ciò si ottiene calibrando opportunamente l'ampiezza degli spazi vuoti tra le parole.
Alla regola dell'allineamento di tutte le righe viene generalmente fatta eccezione all'inizio e alla fine di ogni paragrafo: la riga iniziale viene spesso indentata, vale a dire fatta incominciare più a destra rispetto alle altre, di una certa quantità fissa; alla riga finale, invece, si richiede solo l'allineamento a sinistra (non può però essere più lunga delle altre, ma solo più corta). Queste eccezioni servono a rendere immediatamente visibile al lettore la separazione tra i paragrafi.
Nel caso di testo stampato in un carattere tipografico a spaziatura variabile (proportional font), nel quale cioè le diverse lettere possono avere diverse larghezze, in tutti gli intervalli tra le parole di una stessa riga viene inserito uno spazio vuoto della stessa lunghezza, calcolata in modo da dare alla riga la lunghezza desiderata. Quando invece si usa un carattere a spaziatura fissa (monospace font), la riga viene allungata raddoppiando alcuni degli spazi: in genere si incomincia dallo spazio tra le ultime due parole della riga e si risale all'indietro fin dove necessario, come nel seguente esempio.
```
   Questo è un esempio di testo giustificato
scritto in un carattere a spaziatura  fissa.
La  giustificazione  in  questo  caso  viene
ottenuta inserendo un  numero  opportuno  di
doppi  spazi.  La prima  riga  è  indentata;
l'ultima va allineata solo a sinistra.
```

Nel caso della spaziatura fissa, se la colonna di testo è molto stretta e vi sono parole lunghe, possono essere necessari spazi tripli, quadrupli o ancora più ampi. In tali casi, nel momento di stampa, gli spazi tra alcune parole possono essere annullati dal computer. È preferibile perciò andare a capo nel mezzo di una parola in modo da ridurre la spaziatura.
Nel testo giustificato, inoltre, è anche più facile che si crei l'effetto visivo dei cosiddetti canaletti, ovvero di solchi bianchi che attraversano verticalmente la pagina scritta, causato da spazi posti nello stesso punto su diverse righe. 
I moderni programmi di videoscrittura permettono solitamente di scegliere l'allineamento del testo fra quattro alternative: giustificazione, allineamento a sinistra, allineamento a destra, centratura. Per il testo giustificato, alcuni software consentono di ovviare all'eccessiva distanza fra le parole di una riga - solitamente dovuta a parole lunghe o colonne strette - riducendo per piccoli passi la spaziatura complessiva tra tutte le parole della riga stessa; ciò può costituire una soluzione più leggibile, rispetto all'andare a capo a metà parola.